# Resolució 1558 del Consell de Seguretat de les Nacions Unides
La Resolució 1558 del Consell de Seguretat de les Nacions Unides fou adoptada per unanimitat el 17 d'agost de 2004. Després de recordar les resolucions anteriors sobre la situació a Somàlia, particularment les resolucions 733 (1992) i 1519 (2003), el Consell va restablir un grup per supervisar l'embargament d'armes contra el país durant sis mesos més.
El Consell de Seguretat va oferir el seu suport al procés de reconciliació somali, inclosa la Conferència de Reconciliació Nacional de Somàlia. Va condemnar el flux d'armes il·legals en i per mitjà de Somàlia en violació de l'embargament d'armes i va demanar millores per fer el seguiment de l'embargament. Actuant sota el Capítol VII de la Carta de les Nacions Unides, el Consell va subratllar que tots els països haurien de complir l'embargament. Es va demanar al secretari general Kofi Annan que restablís un grup de seguiment per supervisar l'aplicació de l'embargament d'armes contra Somàlia, actualitzar les llistes sobre els qui violen les sancions, cooperar amb un Comitè establert a Resolució 751 (1992) i formular recomanacions.